# František Tondra
František Tondra (4. června 1936, Spišské Vlachy – 3. května 2012, Košice) byl emeritní biskup spišské diecéze a bývalý předseda Konference biskupů Slovenska.

## Mládí a studia
Narodil se rodičům, otci Michalovi, který byl tesařem, a matce Veronice, rozené Chmelárové jako čtvrté z deseti dětí. V letech 1947–1951 navštěvoval Lidovou a měšťanskou školu v Spišských Vlaších. V letech 1951–1957 absolvoval jedenáctiletou střední školu v Spišské Nové Vsi. V letech 1954–1957 byl studentem Vysoké školy pedagogické v Bratislavě. V letech 1957–1962 studoval teologii na Cyrilometodějské bohoslovecké fakultě v Bratislavě.

## Kněžská služba
Vysvěcen na kněze byl 1. července 1962. Svou pastorační činnost začal v Levoči 1. srpna 1962 jako kaplan. Od 1. listopadu 1963 byl přeložen do Hnilce, kde působil jako administrátor. Od 15. dubna 1970 byl v Zázrivé spolu se svým o 11 let mladším bratrem, kaplanem Michalem, jako administrátor. Od 15. října 1983 působil v Tvrdošíně a od 1. května 1987 byl farářem v Levoči. Místoděkanem děkanátu Spišská Nová Ves se stal 1. února 1988 a od 1. dubna 1989 byl děkanem.

## Akademická činnost
Dne 6. ledna 1978 získal doktorát teologie a od 1. září 1978 se stal asistentem na CMBF v Bratislavě. V této době se stal členem prorežimního Sdružení katolických duchovních Pacem in terris. V roku 1983 z této organizace vystoupil. Profesorem morální teologie na CMBF v Bratislavě se stal 1. listopadu 1983
Docentem morální teologie na Římskokatolické Cyrilometodějské bohoslovecké fakulty Univerzity Komenského se habilitoval 12. prosince 1993 a přesně o pět let později 12. prosince 1997 byl slovenským prezidentem jmenován profesorem v odboru teologie.

## Biskupská služba

### Jmenování a konsekrace
Papež Jan Pavel II. jej jmenoval 26. července 1989 biskupem. Jozef Tomko, kardinál Francesco Colasuono a arcibiskup, metropolita slovenský Ján Sokol provedli slavnostní konsekraci a František Tondra se stal v pořadí třináctým biskupem Spišské diecéze.

### Činnost v úřadu
V roce 1990 obnovil, a 3. října 1995 otevřel kněžský seminář v Spišské Kapitule, kde přijal i bohoslovce z košické a rožnavské diecéze. Dne 7. června 1991 se stal předsedou Konference biskupů Slovenska. V roce 1994 ze zdravotních důvodů z této funkce rezignoval.
Od 3. října 1994 se stává na období 5 let konzultorem Kongregace pro katolickou výchovu. Promulgoval nové členění diecéze. Jako první biskup Slovenska pozval na pastorační návštěvu Levoče papeže Jana Pavla II.
V srpnu 2000 byl znovu zvolen za předsedou Konference biskupů Slovenska, tuto službu vykonával do roku 2009, kdy jej vystřídal nový bratislavský arcibiskup Stanislav Zvolenský.

### Rezignace
Papež Benedikt XVI. přijal jeho zřeknutí se úřadu a za nástupce na biskupském stolci na Spiši jmenoval 4. srpna 2011 Mons. Štefana Sečku, dosud pomocného biskupa spišského a titulárního biskupa sitského.

### Znak
Jeho biskupský znak tvoří čtvrcený štít, v prvním a čtvrtém červeném poli jsou za stříbrnými hradbami stříbrné věže Spišské Kapituly, v druhém modrém poli je zlatá monstrance, v třetím modrém poli zlatá soška levočské Panny Marie. Za štítem je latinský kříž na prodloužené rukojeti. Všechno je zastřešené biskupským kloboukem. Heslo zní: Oboedientia – opus Spiritus Santi (Poslušnost – dílo Ducha Svatého).